# Constantin Bobescu
Constantin Bobescu (auch Constantin Bobesco; * 21. Mai 1899 in Reni, Bessarabien; † 26. Mai 1992 in Sinaia, Rumänien) war ein rumänischer Violinist, Komponist, Dirigent und Musikpädagoge.

## Leben und Wirken
Constantin Bobescu war ein Sohn des Sängers, Schauspielers und Varietédirektors Aron Leon Boba (1856–1915), der ein Bauernsohn aus Rădești in der Nähe von Aiud war und später den Namen Bobescu annahm, und dessen Frau Adolphine geb. Alexandrescu. Der Schauspieler und Regisseur Emil Bobescu (1882–1961), der Komponist und Dirigent Aurel Bobescu (1885–1982), die Schauspielerin Eleonora Bobescu (* 1887) und der Violinist und Dirigent Jean Bobescu (1890–1981) waren seine Geschwister. Die Violinistin Lola Bobesco (1921–2003) war die Tochter von Aurel Bobescu. 
Constantin Bobescu studierte von 1908 bis 1912 an der Universitatea de Arte „George Enescu“ in Iași bei Eduard Caudella Violine und Komposition und anschließend bis 1916 an der Școala de Artă „Cornetti“ in Craiova bei seinem Bruder Jean Bobescu Violine, bei Ion Soloviu Musiktheorie und bei George Fotino Harmonik. Danach war er von 1918 bis 1927 Violinist beim George-Enescu-Sinfonieorchester in Iași und debütierte 1918 als Solist im Violinkonzert E-Dur von Johann Sebastian Bach (BWV 1042). In dieser Zeit studierte er außerdem von 1920 bis 1924 mit Unterstützung durch „zwei reiche Damen“ und von 1926 bis 1927 an der Schola Cantorum in Paris bei Guy de Lioncourt (Kontrapunkt), Paul Le Flem (Harmonik), Nestor Lejeune (Violine) und Vincent d’Indy (Komposition). Von 1927 bis 1928 war er Professor für Violine am Konservatorium in Chernivtsi und danach bis 1835 Professor für Violine und Direktor am Konservatorium „Astra“ in Brașov. Von 1935 bis 1972 war er Dirigent des Radio-Symphonie-Orchesters von Bukarest. Von 1940 bis 1946 gehörte er dem zweiten Streichquartett von George Enescu an.
Tourneen führten ihn durch Frankreich, Belgien, Bulgarien, Kuba, Mexiko, Spanien, die Sowjetunion und Jugoslawien. Beim Bukarester Label Electrecord nahm er mehrere Schallplatten als Violinist und Dirigent auf. Als Musikjournalist veröffentlichte er Beiträge in den Tageszeitungen Gazeta de Transilvania und Scânteia und im Magazin Muzica und trat im Radio und im Fernsehen auf. Er war Mitglied der rumänischen Komponistenvereinigung Uniunea Compozitorilor și Muzicologilor din România. 1955 wurde er mit dem rumänischen Titel Artist Emerit al Republicii Populare Române ausgezeichnet, 1968 erhielt er den Kultur-Verdienst-Orden II. Klasse. 
Constantin Bobescu war verheiratet mit Jana Bobescu und hatte zwei Töchter. Rodica Bobescu (* 1926) wurde Regisseurin für Musikaufführungen im Radio und im Fernsehen und Sanda Bobescu Konzertpianistin und Musikpädagogin am Konservatorium Bukarest.

## Werk
Bobescu komponierte vier Opern, zu denen er auch jeweils das Libretto schrieb:
- 1929: Zobail, Oper in einem Akt, Libretto nach George Coșbuc, Premiere 1930 in der Opera Națională Română Cluj, Cluj-Napoca, Dirigent Jean Bobescu
- 1934: Trandafirii roşii (Rote Rosen), Oper in drei Akten, Libretto nach Zaharia Bârsan, Premiere 1937 in der Opera Națională Română Cluj, Dirigent Jean Bobescu
- 1939: Ioan Botezătorul (Johannes der Täufer), Oper in fünf Akten, Libretto nach Hermann Sudermann, Premiere 1939 mit dem Radio-Symphonie-Orchester von Bukarest unter Constantin Bobescu
- 1980: Gaiţele, Oper in drei Akten, Libretto nach Alexandru Kirițescu

Weiterhin komponierte er Schauspielmusik, Kammermusik, Chormusik, Filmmusik, Vokalmusik und symphonische Musik. Er transkribierte und arrangierte Werke anderer Komponisten wie Ludwig van Beethoven, Johann Sebastian Bach, Frédéric Chopin, Antonín Dvořák, César Franck, Gaetano Pugnani, Ciprian Porumbescu, Arcangelo Corelli, Francesco Maria Veracini, Giovanni Battista Vitali, Manuel de Falla, Iosif Ivanovici und Grigoraș Dinicu.

## Diskografie
- Mozart/Bach, Werke von Mozart und Bach mit Lola Bobesco, Constantin Bobescu als Dirigent des Radio-Symphonie-Orchesters Bukarest, Electrecord, Bukarest 1964[7]
- N. Buicliu, Werke von Nicolae Buicliu, Constantin Bobescu als Dirigent des Radio-Symphonie-Orchesters Bukarest, Electrecord, Bukarest o. J.[8]
- Poveste Din Pădure (Geschichten aus dem Wald), Komponist Constantin Bobescu, eingespielt vom Radio-Symphonie-Orchesters von Bukarest unter der Leitung von Ludovic Bács (1993)[9]

## Medien
- Bucuriilor muzicii (Die Freuden der Musik), Regie Florica Gheorghescu (1978), Fernsehdokumentation, gewidmet Constantin Bobescu als Dirigent, Geiger und Komponist
- Enescu in inima mea (Enescu in meinem Herzen), Regie Florica Gheorghescu (1994), Dokumentarfilm über die Musiker George Enescu, Yehudi Menuhin, Constantin Bobescu, John Barbirolli, Artur Rubinstein, Lory Wallfisch, Cella Delavrancea, Mihai Brediceanu, Pascal Bentoiu[10]